# 女床二
武仙座69，又名BD+37 2864，HD 156729、SAO 65921、HR 6436，是武仙座的一颗恒星，视星等为4.65，位于銀經61.35，銀緯33.91，其B1900.0坐标为赤經17h 14m 13.3s，赤緯+37° 33.91′ 46″。